# Albertson Van Zo Post
Albertson Van Zo Post (Cincinnati, 1866. július 28. – New York, 1938. január 23.) olimpiai bajnok amerikai vívó.

## Sportpályafutása
Mindhárom fegyvernemben versenyzett. Olimpiai érmeit Kuba érmeiként tartja nyilván a Nemzetközi Olimpiai Bizottság.